# Устюжна
У́стюжна — город в Вологодской области России. Административный центр Устюженского района, образует городское поселение город Устюжна. Население — 7653 чел. (2023).

## Географическое положение
Устюжна расположена в центральной части района на обоих берегах реки Молога (впадает в Рыбинское водохранилище), причём бо́льшая часть города и его центр расположены на правом берегу, в 244 км (по автодороге) к западу от Вологды, в 54 км к востоку от железнодорожной станции в городе Пестово и 42 км к северу от железнодорожной станции в посёлке Сандово недалеко от границ с Новгородской и Тверской областями. Центр города расположен на правом, южном берегу, на западной окраине города в Мологу впадает правый приток Ижина, а в центре города — Ворожа. Площадь — 8,33 км², протяжённость с севера на юг 2,5 км, с запада на восток — 6,5 км. Самый южный город Вологодской области.

## История

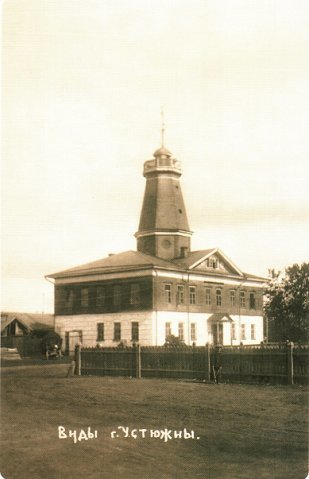
Устюженская городская дума в начале XX века

Впервые город упоминается в Угличской летописи 1252 года под названием Устюг-Железный, что связано с расположением города на Железном поле, местности, богатой болотной железной рудой и связано с началом развития металлургии на Руси. Название Устюг-Железный (или Железный устюг) город носил в XIII—XVI веках.

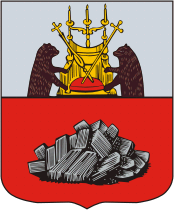
Герб (1781)

Историческим центром города является городище, построенное на берегу Мологи, в устье впадающей в неё реки Ижины, что и определило название поселения: Усть-Ижина — Устюжна или Устюжна Железопольская.

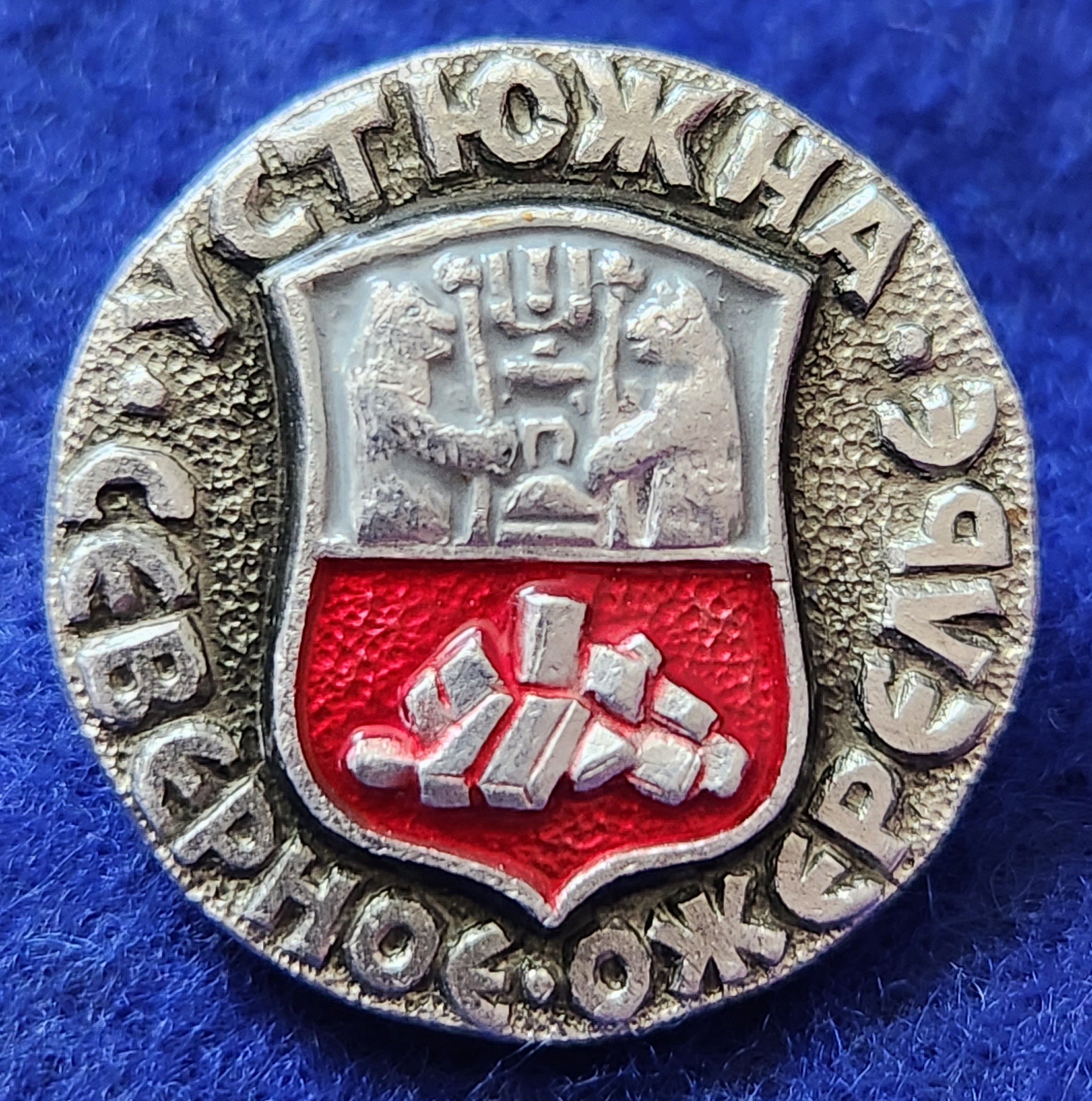
Устюжна значок серии «Северное ожерелье» с гербом города 1781 года

В XVI столетии Устюжна, с населением около 6000 человек, становится крупнейшим центром металлообработки и оружейного дела в Русском государстве. Для сравнения, при описании посада в Устюжне учтено 77 владельцев кузниц, в Туле — 30 (1589 г.), в Тихвине всего — 4 (1583 г.). Немало железнодельцев — гвоздарей, котельников, сковородочников, замочников, угольников, молотников было вне посада по всей округе. Устюжна поставляла железо на рынок, снабжала монастыри и города, выполняла огромные по тому времени правительственные заказы. Здесь делали «железо на варничной обиход» (для солеварен), «железо кричное и опарошное и прутовое и железа плужные и сохи и гвозди». По заказам правительства ковали небольшие пушки — «волконейки», изготовляли десятки тысяч ядер.
В этот период Устюжну посетил царь и Великий князь Всея Руси Иоанн Васильевич IV Грозный.
В середине XVI века Устюжна была в одном ряду с такими крупными торгово-промышленными центрами, как Новгород, Псков, Тверь, Рязань, Ладога и другие. В 1544 году город получил таможенную грамоту от имени Ивана IV Грозного.
К концу XVI века город сильно изменился. В 1597 году посад по числу дворов запустел почти на 70 процентов, а численность населения сократилась примерно в 3 раза. Основными причинами был мор и события в стране — Ливонская война, опричнина, разорение Новгорода и северо-западных земель и, как следствие, хозяйственный кризис.
В Смутное время жители Устюжны героически боролись против интервентов. Город несколько раз подвергался нападениям, но ни разу не был захвачен. 5 (15) января 1609 года ополчение из устюжан и белозерцев встретилось с «литовскими воинами» при деревне Батневке. Однако ополченцы не имели никакой военной подготовки и были «посечены, как трава». В январе 1609 года ополчение города Устюжна выбило поляков и «черкасов» (запорожцев) из окрестных сёл, а в феврале отбило все атаки польской конницы и наёмной немецкой пехоты. С 3 по 8 февраля польско-литовские интервенты осаждали Устюжну, однако были «прогнаны с большим уроном».
В XVII веке Устюжна — второй после Тулы центр русской металлургии и оружейного дела в России. Именно в Устюжне в 1630 году были изготовлены решётки к воротам Спасской и других башен Московского Кремля.
В 1702—1714 годах, по указанию Петра Великого, в Устюжне был построен и действовал Ижинский оружейный завод, получивший государственный заказ на обеспечение армии оружием (изготовлял пушки, пищали, мушкеты, пушечные ядра и др.). С открытием уральской руды болотная руда Устюжны потеряла своё значение. С 1727 года Устюжна входит в состав Новгородской губернии, с 1738 года — уездный город Устюженского уезда. В 1781 году специальная «Комиссия для строений», в числе других городов империи, разработала план застройки Устюжны. Герб города был высочайше утверждён Екатериной II — 16 (27) августа 1781 года. Во второй половине XVII века началось каменное строительство, и к 1870 году в Устюжне насчитывалось уже 13 каменных церквей, что значительно изменило облик города.
19 августа 1823 года Устюжну посетил император Александр I.
В 1865—1867 годах в Устюжне прожил последние годы своей жизни известный суфийский проповедник Кунта-хаджи Кишиев, арестованный 3 (15) января 1864 года в Чечне по личному распоряжению Великого князя Михаила Николаевича (наместника императора на Кавказе) и сосланный сюда «без срока под гласный надзор».
В 1875 году в Устюжне была учреждена женская гимназия. По данным 1884 года, среди торговых городов Новгородской губернии Устюжна занимала пятое место после Боровичей, Новгорода, Валдая и Старой Руссы. Устюженские купцы торговали изделиями железоделательного производства, лесом, хлебом и скотом.
Советская власть была установлена 30 декабря 1917 (12 января 1918) года. Во время Великой Отечественной войны в Устюжне и районе размещались эвакуированные граждане из Ленинграда, Мурманской области и пр.

## Население
| 1856    | 1897  | 1913  | 1931  | 1939  | 1959    | 1970    | 1979    | 1989    |
| ------- | ----- | ----- | ----- | ----- | ------- | ------- | ------- | ------- |
| 5100    | →5100 | ↗5400 | ↘5300 | ↗7200 | ↗8779   | ↗8851   | ↗9170   | ↗10 035 |
| 1992    | 1996  | 1998  | 2000  | 2001  | 2002    | 2003    | 2005    | 2006    |
| ↘10 000 | ↘9600 | ↘9400 | ↘9200 | ↘9000 | ↗10 507 | ↘10 500 | ↘10 200 | ↘10 100 |
| 2007    | 2008  | 2009  | 2010  | 2011  | 2012    | 2013    | 2014    | 2015    |
| ↘10 000 | ↘9900 | ↘9818 | ↘8343 | ↗9501 | ↘9306   | ↘9089   | ↘8942   | ↘8859   |
| 2016    | 2017  | 2018  | 2019  | 2020  | 2021    | 2023    |         |         |
| ↘8804   | ↘8712 | ↘8622 | ↘8510 | ↘8443 | ↘7843   | ↘7653   |         |         |

На 1 января 2025 года по численности населения город находился на 996-м месте из 1124 городов Российской Федерации.
Национальный состав
По итогам переписи населения 2020 года проживали следующие национальности (национальности менее 0,1 % и другое, см. в сноске к строке «Другие»):
| Национальность | Численность, чел. | Доля     |
| -------------- | ----------------- | -------- |
| Русские        | 7358              | 93,82 %  |
| Узбеки         | 57                | 0,73 %   |
| Таджики        | 22                | 0,28 %   |
| Агулы          | 13                | 0,17 %   |
| Табасараны     | 11                | 0,14 %   |
| Киргизы        | 11                | 0,14 %   |
| Цыгане         | 10                | 0,13 %   |
| Украинцы       | 10                | 0,13 %   |
| Китайцы        | 10                | 0,13 %   |
| Даргинцы       | 10                | 0,13 %   |
| Ингуши         | 8                 | 0,10 %   |
| Другие         | 323               | 4,10 %   |
| Итого          | 7843              | 100,00 % |

## Достопримечательности
Устюжна включена в список исторических городов, богатых памятниками истории и культуры.
В городе действует Устюженский краеведческий музей (бывший собор Рождества Богородицы), в собраниях которого представлены древнерусская иконопись — пятиярусный иконостас конца XVII века с 95 иконами, выполненными московскими мастерами из мастерских Оружейной Палаты (среди них были Тихон Филатьев и Кирилл Уланов — одни из самых известных русских живописцев того времени); русская живопись XVIII—XX веков, в том числе произведения И. К. Айвазовского, Б. М. Кустодиева; местное декоративно-прикладное и народное искусство, резьба по дереву XVII—XVIII веков, литьё и просечное железо XVIII—XIX веков, вышивка XIX — начала XX века, фаянсовые изделия 2-й половины XIX века и др.
В 15 км от Устюжны, в селе Даниловском, находится бывшая усадьба Батюшковых, первоначально принадлежавшая отцу поэта Константина Николаевича Батюшкова, а на рубеже XIX—XX веков — историку литературы Федору Дмитриевичу Батюшкову. В 1906—1911 годах в имении долгое время жил и работал писатель Александр Иванович Куприн. Усадьба Даниловское — это классический деревянный одноэтажный дом с мезонином и шестибалконным портиком, рядом с домом — старинный парк. В настоящее время здесь открыт Литературный дом-музей К. Н. Батюшкова и А. И. Куприна.
Из современных достопримечательностей Устюжны отмечен радиомаяк авиации Северного флота (высота 75 метров), находящийся в западной части города. Используется прежде всего в военных целях, а также и в гражданских (телевидение и сотовая связь).
В 2020—2021 годах Торговая площадь города была реконструирована в рамках проекта «Провинциальный Эрмитаж». Установлены статуи персонажей гоголевского «Ревизора», памятник самому Гоголю, фонтан. По словам старожилов, в связи с реконструкцией город утратил свою провинциальность.

### Храмы Устюжны
- Собор Рождества Богородицы (ныне Краеведческий музей) (1685—1690 гг.); По договорённости между учреждением культуры и православной общиной Казанского храма в церкви в течение двух последних десятилетий по праздничным дням проводились молебны[31]. 12 мая 2016 года передан в собственность Череповецкой епархии[32].
- Казанская церковь (1694 г.) с шатровой колокольней (1764—1767 гг.) — действующий;
- Благовещенская церковь (1762 г.);
- Воскресенская церковь (1771 г.);
- Покровская церковь (1780 г.) на левом берегу Мологи;
- Успенская церковь (1781 г.) на левом берегу Мологи.

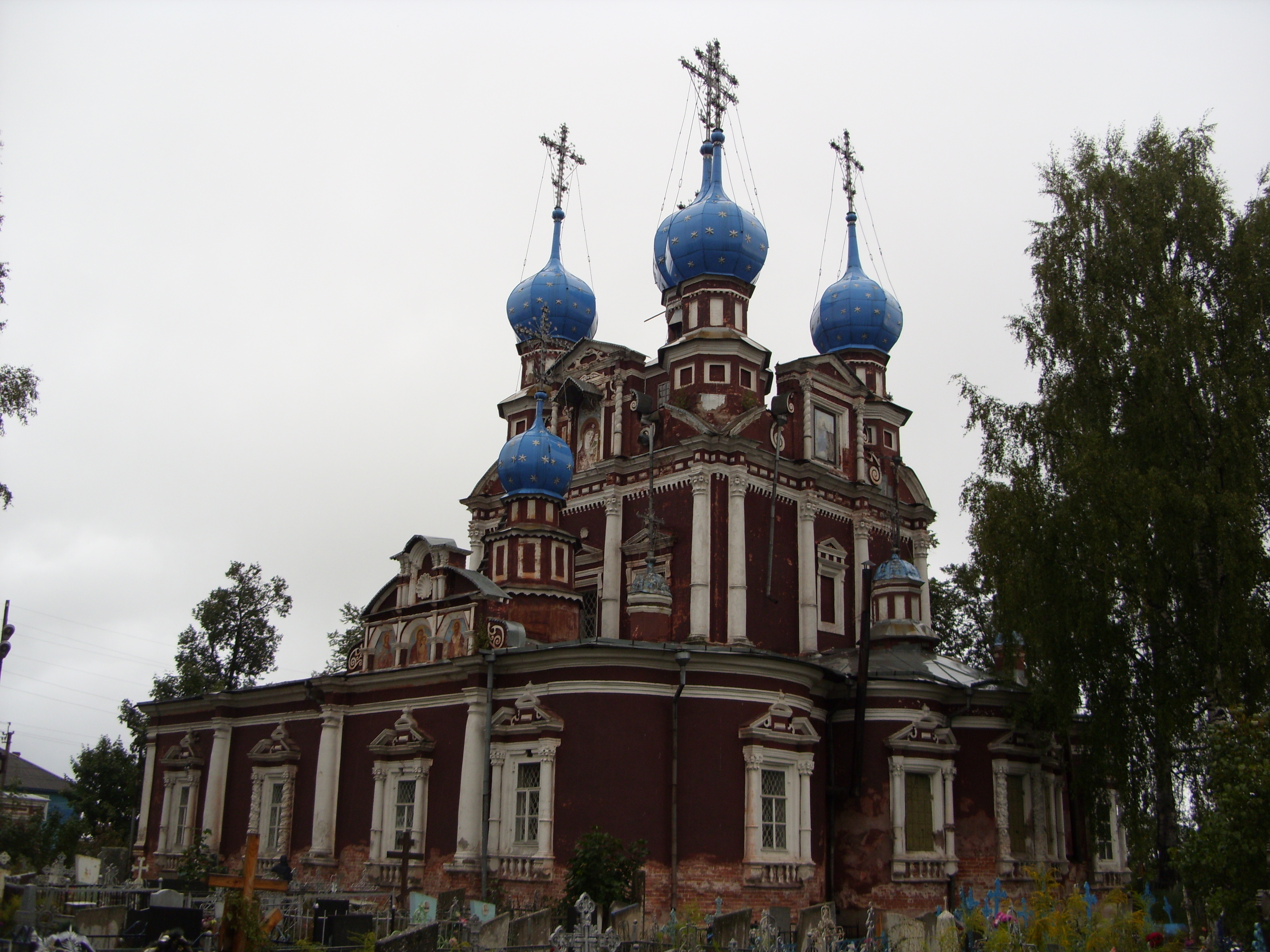
Казанская церковь
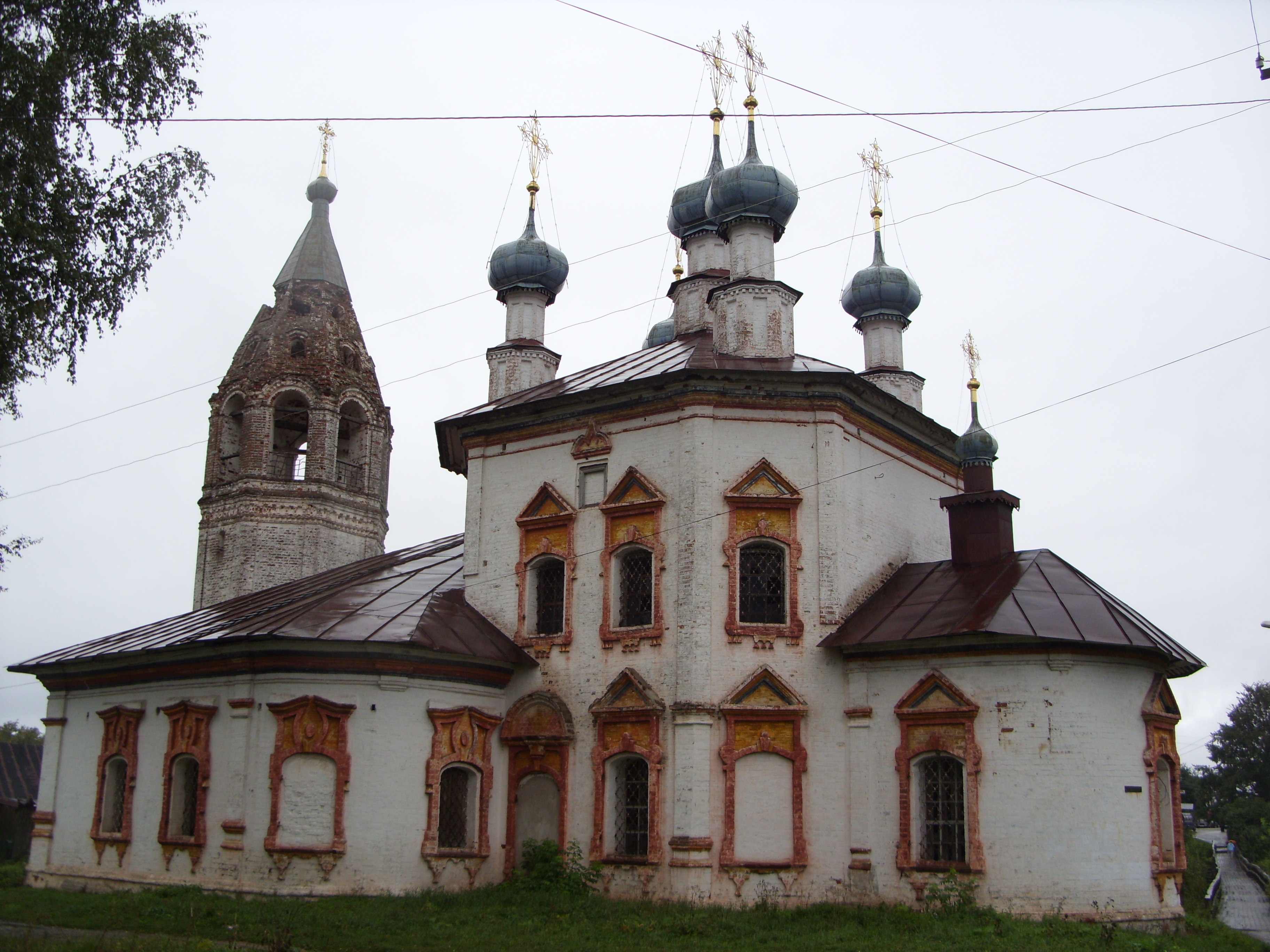
Церковь Благовещения Пресвятой Богородицы
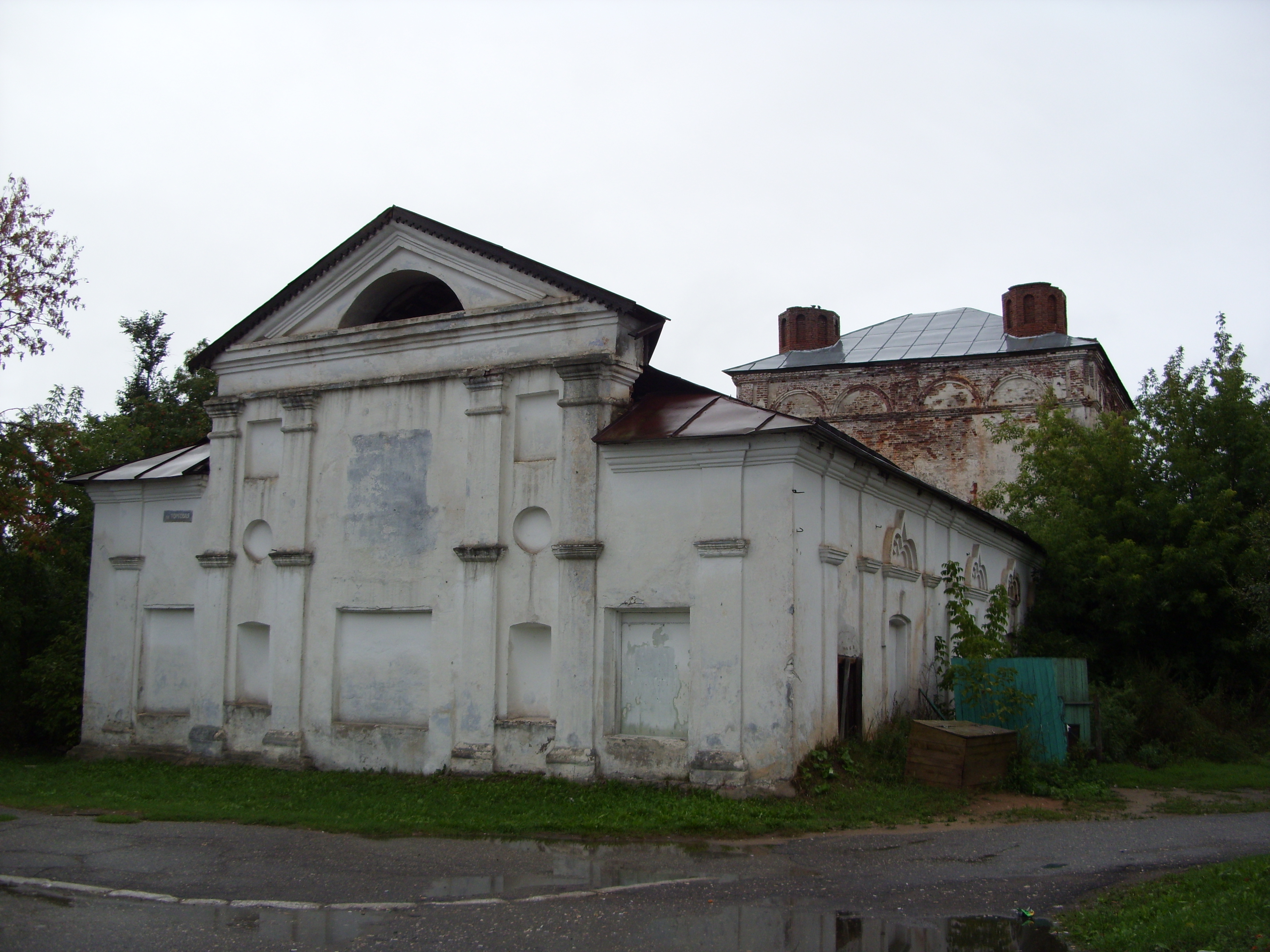
Церковь Воскресения Христова
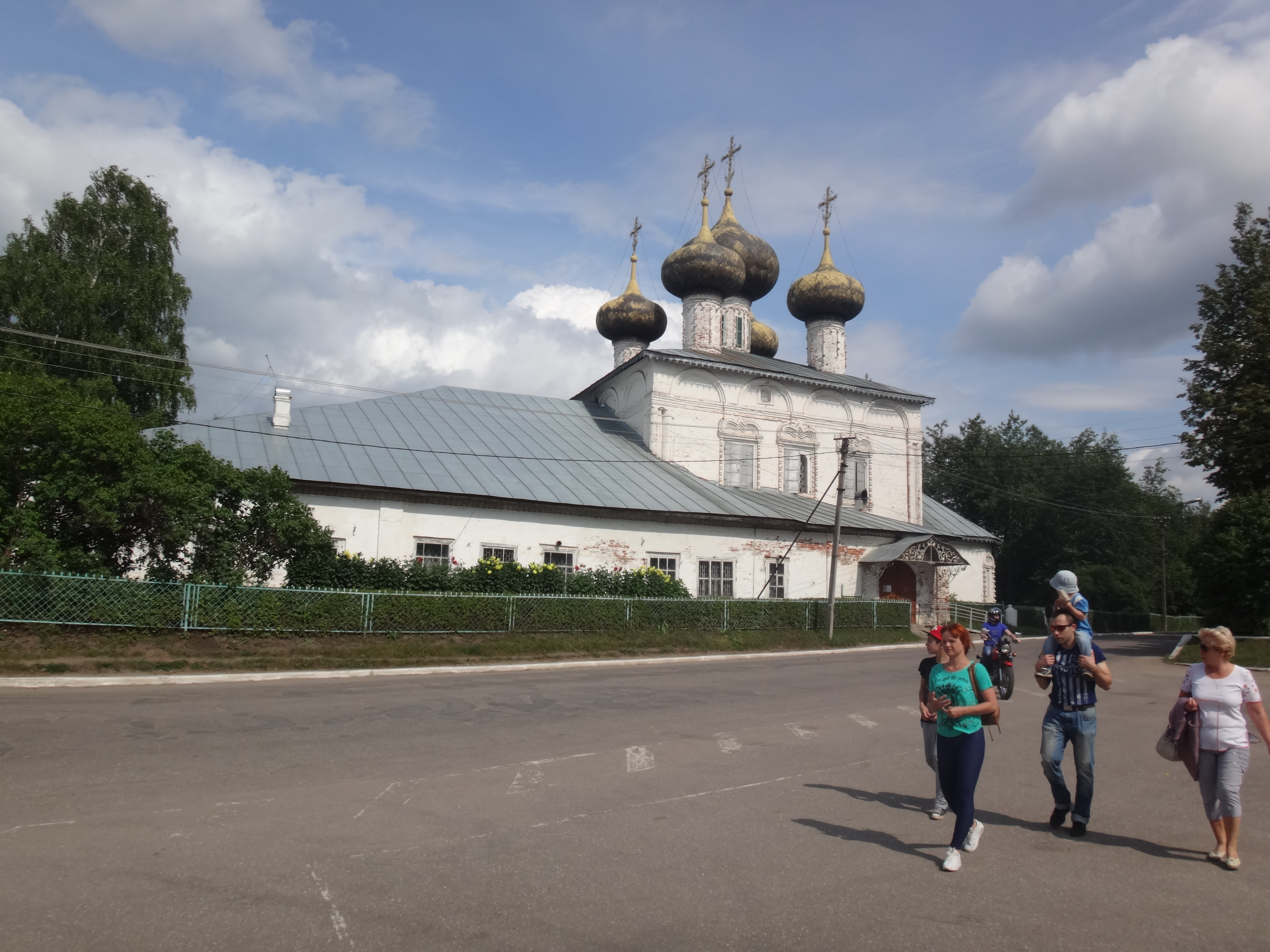
Собор Рождества Богородицы

### Памятники Устюжны
- В. И. Ленину на Торговой площади. В 2020 году в связи с реконструкцией площади был отреставрирован (скульптура и постамент) и перенесён в сквер напротив, расположенный южнее;
- «Землякам-устюжанам, павшим в боях за Родину в 1941—1945 гг.» (1971 г.; скульпторы: Хонин Г. В., Черкасов Е. В.) на Соборной площади;
- памятник-обелиск на братской могиле красноармейцев, убитых в 1919 году. Парк у Соборной площади;
- памятник-бюст Василию Васильевичу Богатырёву, Герою Советского Союза, уроженцу деревни Куреваниха;
- памятник-бюст Якову Михайловичу Поздееву, благотворителю и меценату, купцу 1-й гильдии;
- памятник солдатам-устюжанам возле исправительной колонии;
- памятник советским солдатам на восточной окраине Устюжны;
- памятник коту Михалычу у дома купцов Чуриных на Торговой площади.

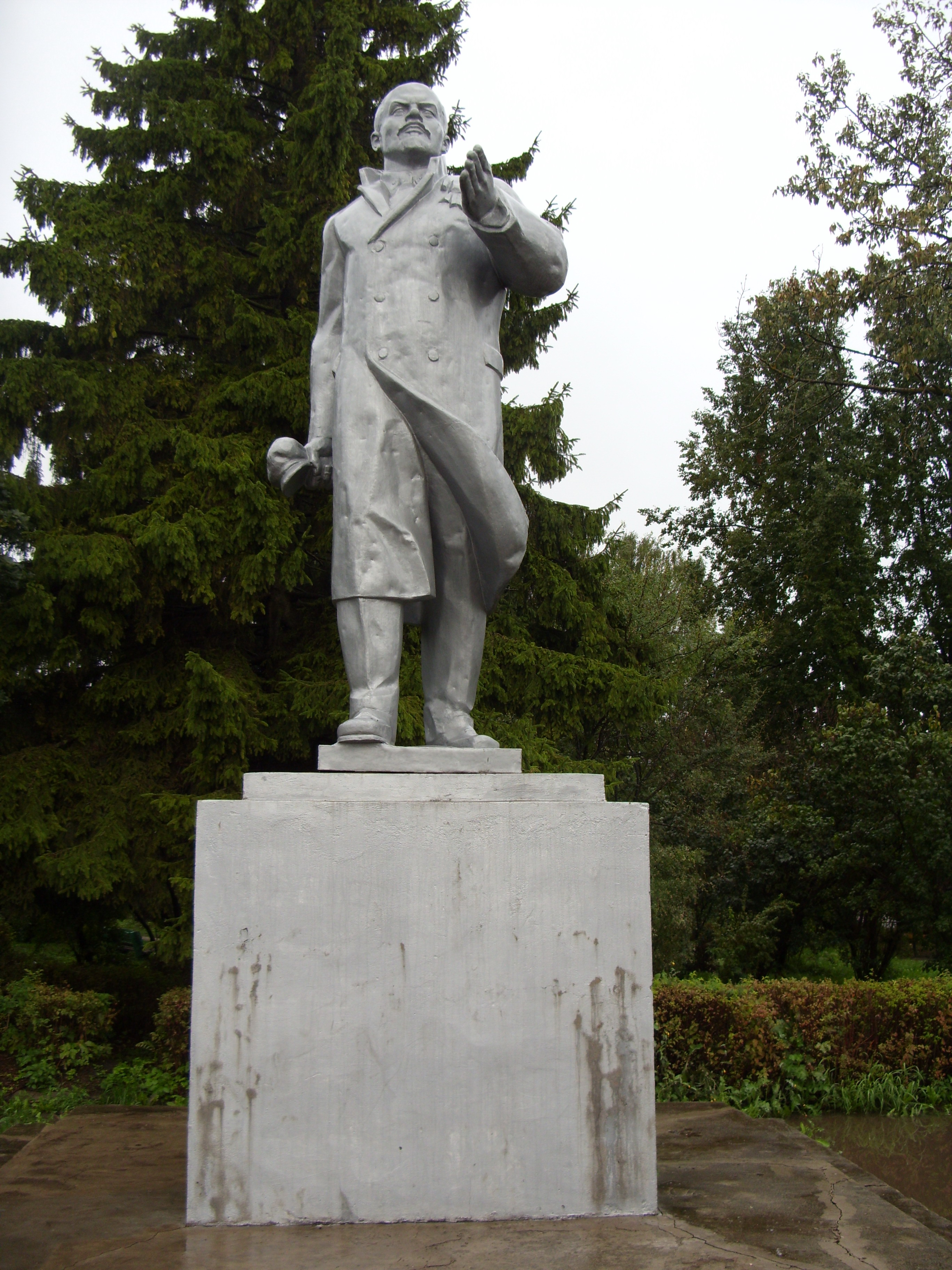
Памятник В. И. Ленину на старом месте
Памятник В. И. Ленину на новом месте
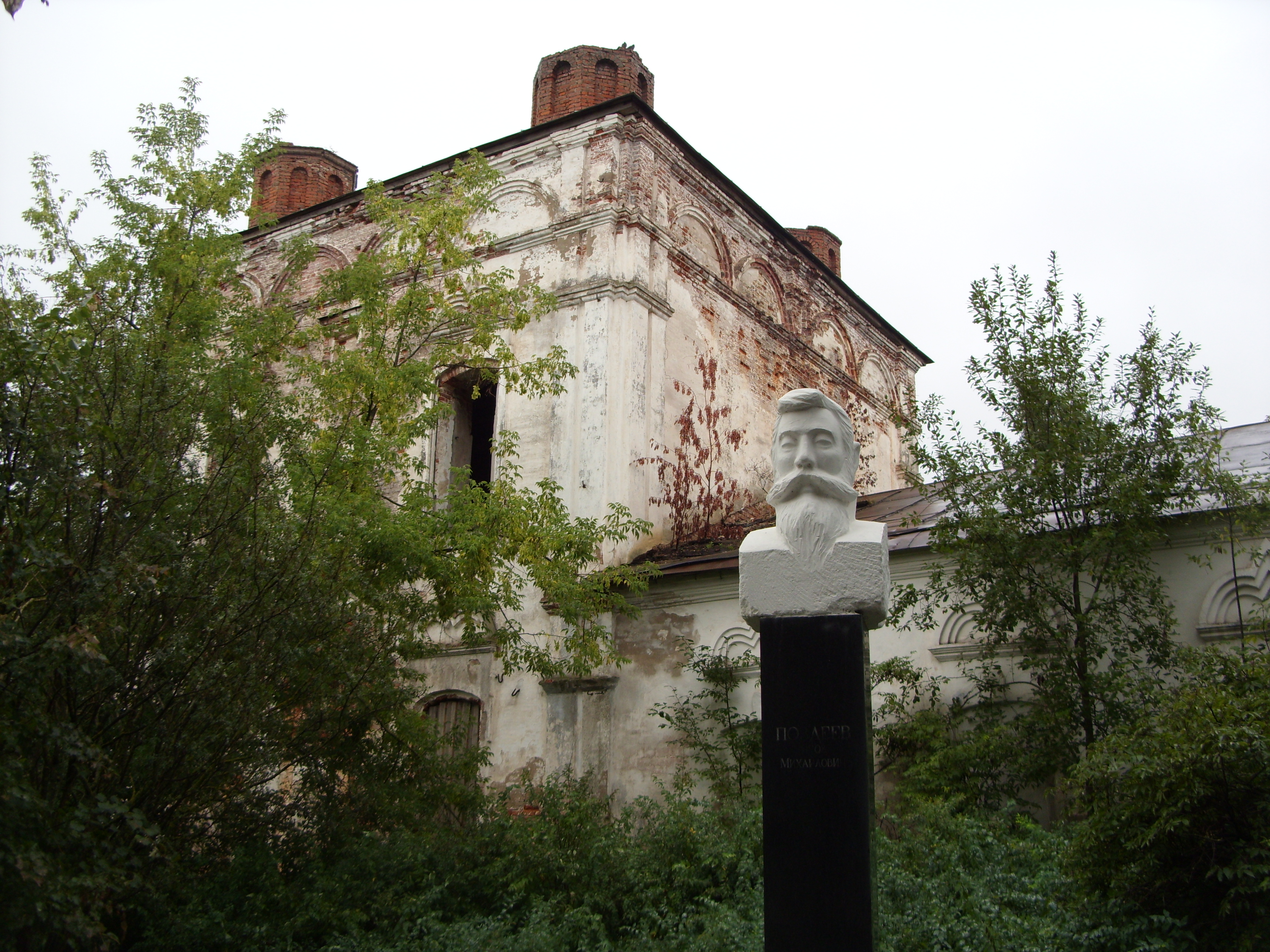
Памятник-бюст Я. М. Поздееву
Мемориальная доска Я. М. Поздеева, установленная на его бывшем доме
Статуя кота Михалыча у дома Чуриных
Мемориальная доска на доме митрополита Иосифа, где он родился и жил
Мемориальная доска Н. Г. Корыткову на здании гимназии, в которой он учился в 1919-1928 гг.
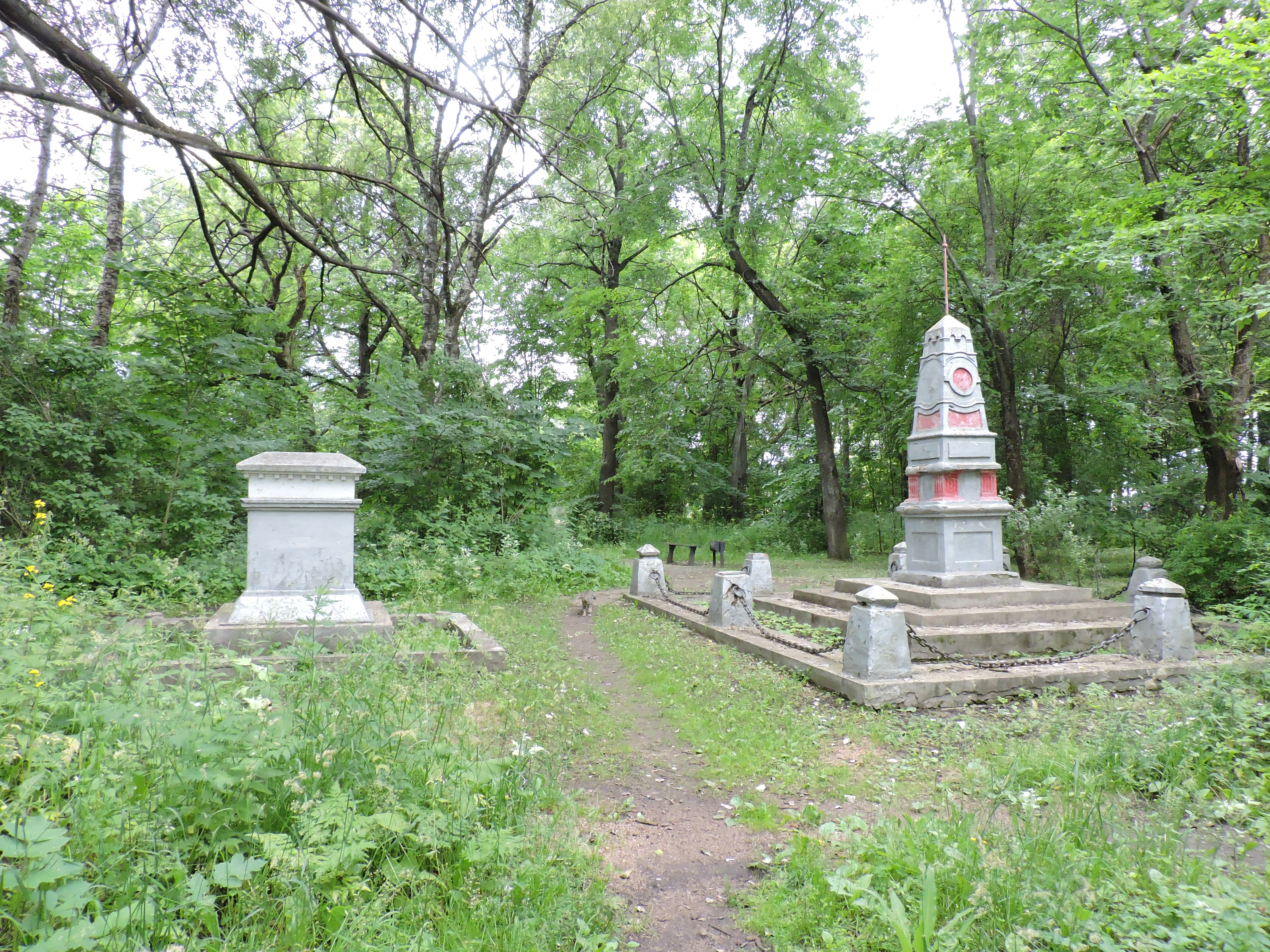
Могила С. И. Мосиеева (слева) и братская могила красноармейцев (справа)
Памятник землякам-устюжанам на Соборной площади
Памятник-бюст Герою Советского Союза В. В. Богатырёву
Памятник солдатам-устюжанам возле исправительной колонии
Памятник советским солдатам на восточной окраине города

## Климат
В Устюжне умеренно-континентальный тип климата, характерный для Вологодской области
| Показатель                            | Янв. | Фев. | Март | Апр. | Май  | Июнь | Июль | Авг. | Сен. | Окт. | Нояб. | Дек. | Год |
| ------------------------------------- | ---- | ---- | ---- | ---- | ---- | ---- | ---- | ---- | ---- | ---- | ----- | ---- | --- |
| Средняя температура, °C               | −9,9 | −9,5 | −4,7 | 2,9  | 10,6 | 15,7 | 17,9 | 15,5 | 10   | 3,7  | −4,5  | −9   | 3,3 |
| Источник: NASA. База данных RETScreen |      |      |      |      |      |      |      |      |      |      |       |      |     |

## Администрация
В городе расположены Администрация муниципального образования «Город Устюжна» и Совет города Устюжна, занимающие одно здание по адресу Коммунистический пер., 13 (рядом с автостанцией), а также Администрация Устюженского муниципального района по адресу ул. Карла Маркса, 2 (рядом со сквером на углу с пер. Богатырёва).

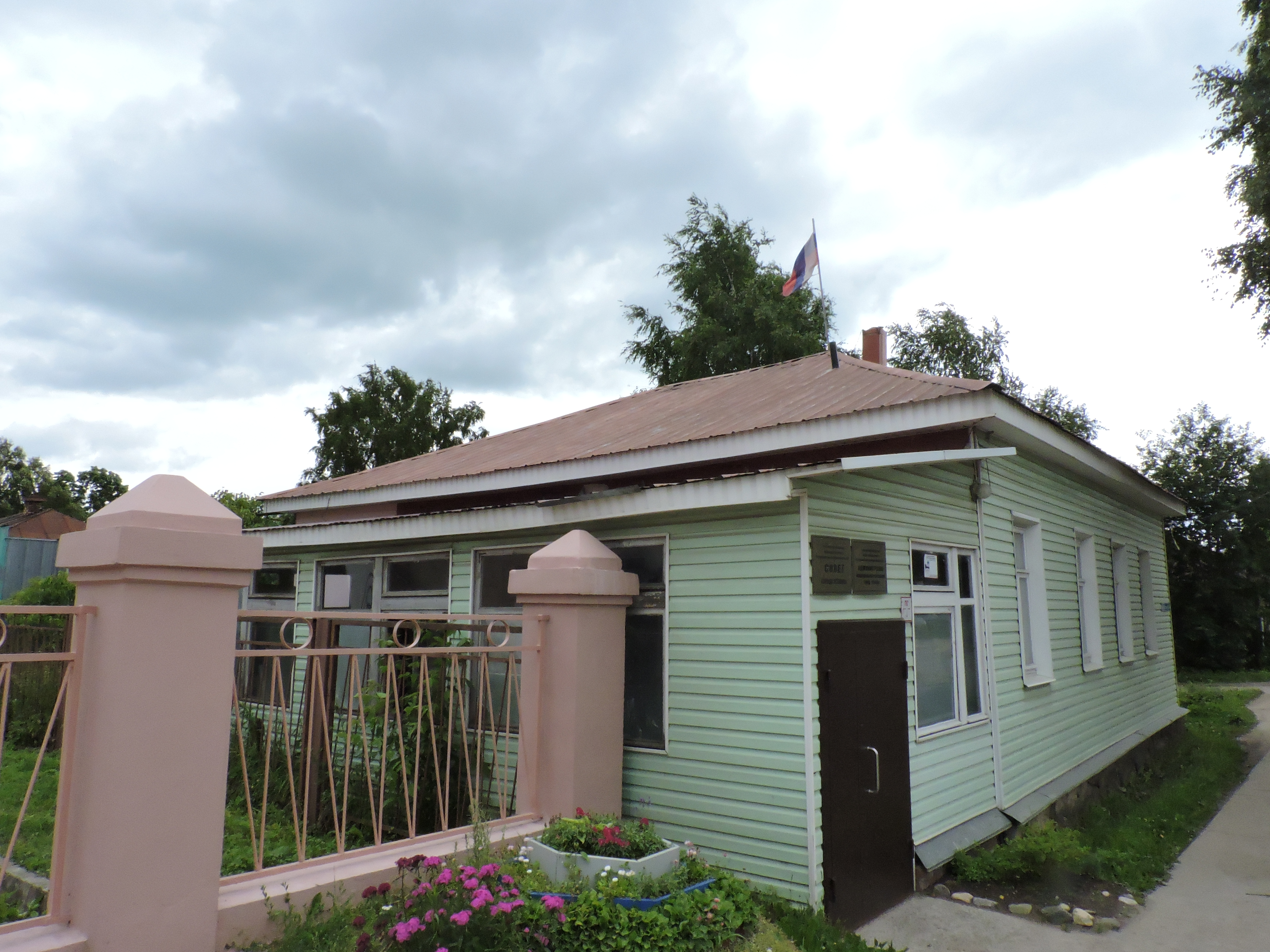
Администрация муниципального образования «Город Устюжна»/Совет города Устюжна
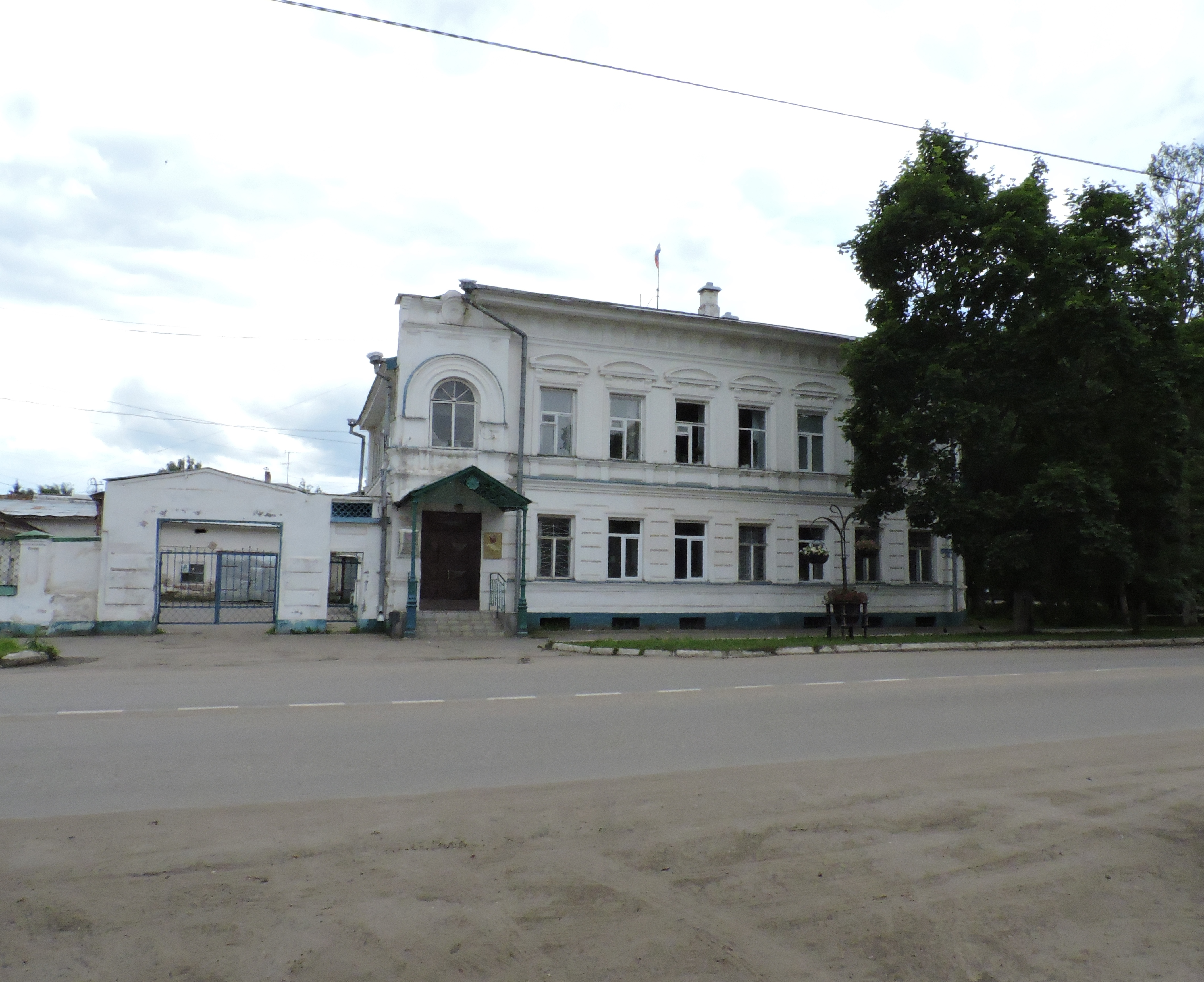
Администрация Устюженского муниципального района

## Устюжна в художественной литературе
Устюжна упоминается во Втором плаче Ксении Годуновой, записанном Ричардом Джемсом:
А что едетъ к Москве Рострига,

да хочетъ теремы ломати,

меня хочетъ, царевну, поимати,

а на Устюжну на Железную отослати
-  Тексты по теме Второй плач Ксении Борисовны Годуновой в Викитеке

Устюжна — родина героев гоголевского «Ревизора».
В 1829 году Устюжну посетил вологодский помещик Платон Волков (прообраз Хлестакова в «Ревизоре»), которого местные чиновники приняли за важную столичную персону. Сам Николай Васильевич Гоголь в Устюжне не бывал, но события, описанные им в комедии «Ревизор», произошли здесь. Подтверждением тому служат воспоминания русского писателя В. А. Соллогуба: «Пушкин познакомился с Гоголем и рассказал ему про случай, бывший в г. Устюжне Новгородской губернии — о каком-то проезжем господине, выдавшем себя за чиновника министерства и обобравшем всех городских жителей». Об этом событии также упоминается в рассказе А. И. Куприна «Чёрная молния», действие которого происходит в Устюжне: «Старожилы же из грамотных не без гордости уверяют, что именно с их города Николай Васильевич Гоголь списал своего „Ревизора“». В городе установлена необычная бронзовая скульптура «Призрак Гоголя» и скульптурная композиция, изображающая персонажей гоголевского «Ревизора».

Скульптурная группа «Хлестаков и Городничий»
Хлестаков
Городничий
Призрак Гоголя
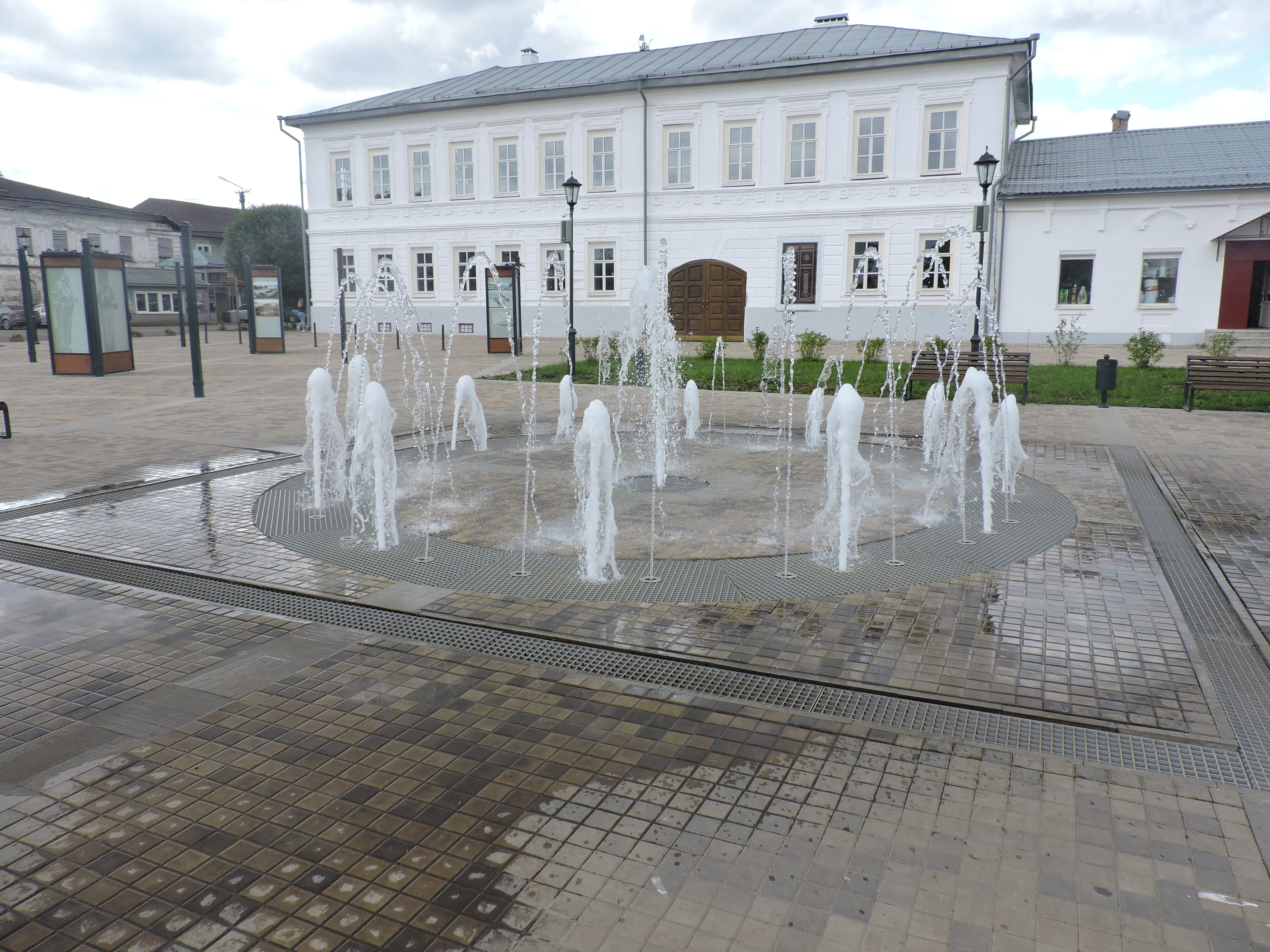
Фонтан

## Транспорт
Пригородное сообщение представлено маршрутами №№ 101 Устюжна — Красино, 102 Устюжна — пос. им. Желябина, 108 Устюжна — Яковлевское, 111 Устюжна — Спасское — Крестцы, 112 Устюжна — Мерёжа, 114 Устюжна — Емельяниха — Сычево — Крестцы, 116 Устюжна — Дачный — Соболево, 118 Устюжна — Славынево, 119 Устюжна — Дачный, 128 Устюжна — Малое Восное — Крутец, 129 Устюжна — Долоцкое, 130 Устюжна — Веницы, 131 Устюжна — Звана. Перевозчик — ООО «АТП-Устюжна». Маршруты обслуживаются автобусами среднего класса.
Устюжна связана междугородним автобусным сообщением с Санкт-Петербургом, Череповцом, Вологдой, Сандово, Бабаево и Весьегонском.
Ранее в городе действовал маршрут № 1 Устюжна — Соболево

## Города-побратимы
Устюжна является городом-побратимом для городов:
- Каннус (фин. Kannus), Финляндия (1995)
- Бежецк, Россия (2005)